# Bauhinia catingae
Bauhinia catingae är en ärtväxtart som beskrevs av Hermann August Theodor Harms. Bauhinia catingae ingår i släktet Bauhinia och familjen ärtväxter. Inga underarter finns listade i Catalogue of Life.